# Værelse 506
|  | Denne artikel er oprettet af botten Steenthbot ud fra en ekstern database. Den kan derfor have sproglige fejl eller mangler. Denne skabelon kan fjernes efter kontrol af indholdet. |

Værelse 506 er en dansk børnefilm fra 2011 instrueret af Karoline Lyngbye.

## Medvirkende
- Lærke Winther, Laura
- Johannes Lilleøre, Markus
- Lars Ranthe, Asbjørn
- Sebastian Bartels, Receptionist
- Adam Haxgart, Receptionist
- Sune Rosforth, Bartender
- Anja Sonne, Kvinde i bar